# كيمياء خلوية

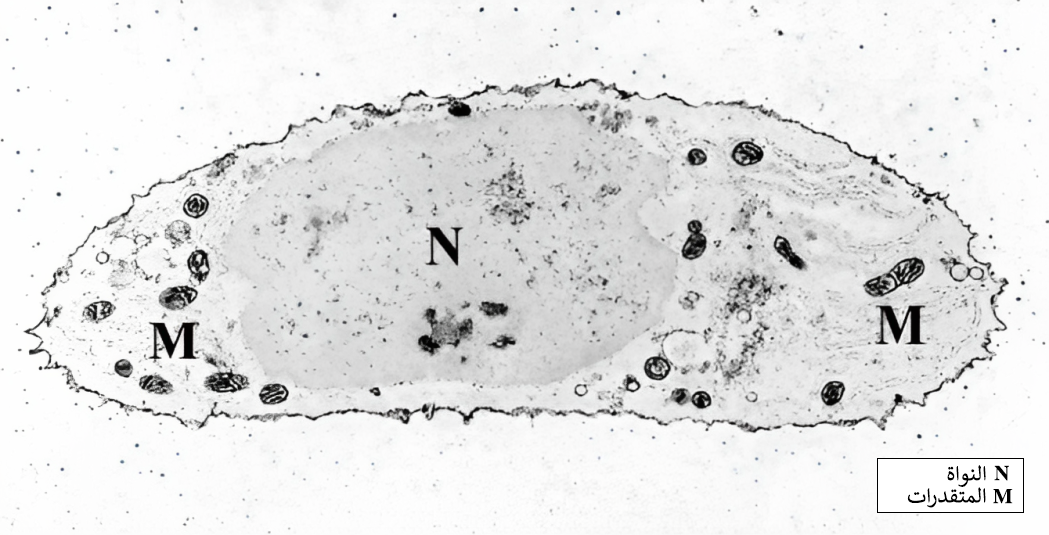
صورة مجهرية إلكترونية لنقل خلية غضروفية، ملطخة بالكالسيوم، توضح نواتها (N) والميتوكوندريا (M).

الكيمياء الخلوية هي فرع من فروع بيولوجيا الخلية الذي يتناول الكشف عن مكونات الخلية بواسطة تقنيات التحليل الكيميائي الحيوي والتصوير البصري. هذه هي دراسة تحديد مواقع المكونات الخلوية من خلال استخدام طرق التلوين. ويستخدم هذا المصطلح أيضًا لوصف عملية تحديد المحتوى الكيميائي الحيوي للخلايا. الكيمياء الخلوية هي علم لتحديد مواقع المكونات الكيميائية للخلايا وأجهزة الخلايا على أجزاء رقيقة من علم وظائف الخلايا، وذلك باستخدام عدة تقنيات مثل تحديد مواقع الإنزيم، ترميد المجهري، قياس التنظير الجزئي، صورة إشعاعية ذاتية، التصوير المجهري بالتبريد، التحليل المجهري بواسطة مطيافية تشتت الطاقة بالأشعة السينية، و الكيمياء نسيجية مناعية.

## تجميد إنزيم الكسر الخلوي
ذُكرت الكيمياء الخلوية لإنزيم الكسر التجميدي في البداية في دراسة بينتو دي سيلفا في عام 1987. وهي تقنية تسمح بإدخال الكيمياء الخلوية في غشاء الخلايا المتجمدة.
تُستخدم الكيمياء المناعية في هذه التقنية لتسمية وتصوير جزيئات غشاء الخلية. يمكن أن تكون هذه التقنية مفيدة في تحليل البنية التحتية لأغشية الخلايا. ويمكن للأبحاث التي تجمع بين الكيمياء المناعية وتقنية إنزيم الكسر التجميدي أن تحدد بنية الغشاء الخلوي وتوزيعه وأن يكون لها فهم أفضل.

## أصل
وأظهرت أبحاث جان براشيه في بروسيل تحديد الموقع والوفرة النسبية بين الحمض النووي الريبوزي والحمض النووي الريبوزي منقوص الأكسجين في خلايا كل من الحيوانات والنباتات فَتح الباب أمام أبحاث الكيمياء الخلوية. وقد أثبت العمل الذي قام به مولر وهولتر في عام 1976 حول الالتقام الخلوي الذي ناقش العلاقة بين بنية الخلية ووظيفتها قد حدد احتياجات البحث الكيميائي الخلوي.

## أهداف
يهدف البحث الكيميائي الخلوي إلى دراسة الخلايا الفردية التي قد تحتوي على عدة أنواع من الخلايا داخل الأنسجة. يتطلب الأمر نهجًا غير تدميري لدراسة توطين الخلية. من خلال الحفاظ على مكونات الخلية سليمة، يكون الباحث قادرًا على دراسة نشاط الخلية السليمة بدلاً من دراسة نشاط كيميائي حيوي معزول والذي قد تتأثر النتيجة بغشاء الخلية المشوه والاختلاف المكاني.